# Camilla Kerslake
Camilla Kerslake (5 de agosto de 1988) es una cantante inglesa de crossover clásico de Londres, quién fue fichada por Gary Barlow.
Publicó su álbum de debut el 23 de noviembre de 2009 en el Reino Unido.

## Inicios
Camilla Nació en Dulwich de una madre galesa y padre de Kiwi. Su familia se trasladó a Nueva Zelanda poco después y vivió allí hasta que regresando al Reino Unido 8 años más tarde. 
Kerslake orgullosa de sus raíces de Kiwi/galesas inglesas.
Después de atender Esher Universidad, Kerslake buscó cantar lecciones, pero optados para cantar contemporáneo cuando no pueda proporcionar formación clásica.
En 2008, después de que años de auditioning, Kerslake ganó un sitio en un todo-grupo de pop de la chica.  Sea inicialmente seleccionada, pero estuvo dejado va pronto después a causa de su sintiendo que, en veinte años de edad,  sea demasiado vieja.  Motivado para probar más duro, Kerslake empezó a actuar en pubs y los clubes de los hombres laborables así como en un Abba banda de tributo para financiar sus lecciones de canto clásicas propias. Actualmente data el capitán de la Inglaterra Equipo de Unión de Rugbi Nacional, Chris Robshaw.

## Carrera
En temprano 2009, Kerslake aprendió de un estudio donde Gary Barlow grababa.  Entregue su demo CD todos los días para seis semanas hasta Barlow finalmente escuchados a él.  Instantáneamente impresionado, Kerslake promptly devenía Barlow primer fichaje bajo su etiqueta nueva, Registros Futuros.
Su primer álbum, Camilla Kerslake, estuvo liberado 23 de noviembre de 2009. Una canción de este álbum, el himno cristiano "Cómo Puede Mantengo de Cantar?", estuvo presentado en un 2009 Waitrose publicidad de Navidad del supermercado.
En el 2010 Classic Brit Awards Kerslake estuvo nominado para NS&yo álbum del año y su rendimiento vivo de la ceremonia, con banda de chico clásico Blake y Howard Goodall es Encantó voces, estuvo escogido para devenir el primer nunca caridad liberación sola de los premios.
Kerslake Cantó el Reino Unido himno nacional en Wembley Estadio antes de la 2010 Liga de fútbol final de Copa de la Liga (Inglaterra y Gales) entre Manchester United Football Club y Aston Villa Football Club
Así como Soporta conmigo en la final de Taza del Reto entre Leeds Rhinos y Warrington Lobos en 2010.
De modo parecido Kerslake regularmente proporciona el pre-diversión de partido en Twickenham Stadium, habiendo actuado allí un total de 6 tiempo, ambos para internacionales y premiership partidos
Camilla También actuó el himno nacional para la llegada de la Reina en el Epsom Derby en 2010
así como dos concierto de caridad es para el royals, uno en Palacio de Buckingham para Carlos de Gales y Camilla y dos en Castillo de Windsor para Prince Edward.
Siguiendo una carrera de West End, Kerslake estuvo forzado para sacar del Les Misérables 25.º Concierto de Aniversario en el O2 #Arena debajo los órdenes del doctor, a causa de una infección de garganta. Katie Sala estuvo seleccionada para reemplazarle.
Aun así, afortunadamente para Camilla sea capaz de cumplir sus 02 sueños con dos vendidos fuera de rendimientos con tenor celebrado Andrea Bocelli en noviembre de 2012.
Camilla segundo álbum, Momentos, estuvo liberado el 21 de marzo de 2011 a crítico aclama.
En junio de 2011 Kerslake madre, Dr. Deborah Kerslake, estuvo diagnosticado con cáncer de pecho y Camilla suspendió todo trabajo no benéfico compromisos hasta que Deborah estuvo dada el todo claro en agosto de 2012.
Kerslake Ha desde entonces devenir un embajador para El Real Marsden NHS Confianza de Fundación y campaña de cáncer del Pecho.
Camilla philanthropic el trabajo continuó por todas partes 2013 con varios aspectos para Breakthrough Cáncer de Pecho que incluye un memorable rendimiento en los premios de Inspiración para mujeres 2013.
Después de descubrir el canto de efecto positivo tuvo en el mental bien siendo de pacientes de cáncer durante su batalla de madres, Kerslake decidió formar un coro de las mujeres directamente afectadas por la enfermedad con algunos miembros todavía experimentando tratamiento para él. 
El 21 grupo fuerte, nombró el Cantar para Batir Coro de Cáncer del Pecho, junto con Kerslake y su longtime colaboradores Blake grabaron una versión de tú me levanto arriba con la bendición de su lyricist Brendan Graham. Todo procede fue a la campaña de cáncer del pecho 
Camilla unió Blake en su 20 Otoño de fecha visita para promover el solo cuál culminó con un rendimiento emotivo en el Rosa Ribbon la pelota para qué el coro recibió una ovación de estar. El grupo también actuado en la concienciación de cáncer del pecho especial de espectáculo de televisión Esta mañana

## Colaboraciones
Camilla ha trabajado con tenor inglés Russell Watson, el grupo irlandés católico The Priests, la banda de mujeres clásica Todos los  Ángeles y trío vocal Blake.
En especiales de Navidad con el grupo de crossover clásico Il Divo y en espectáculos de en vivo con Andrea Bocelli.

## Música y voz
Kerslake Ha sido descrito como coloratura soprano y puede lograr superior B por encima de alto C (B6).  Tan visto en "Estrellas por la noche" de su primer álbum "Camilla Kerslake" y sus rendimientos vivos de "Canto Della Terra".
Camilla Ha actuado cuando Cosette en la producción de Lado oeste de Londres de Les Misérables, el cual le requiere para cantar hasta C6 en el número "Un Día Más."

## Discografía
| Álbum            | Año  | Álbumes de Reino Unido | Reino Unido Clásico | Ventas |
| ---------------- | ---- | ---------------------- | ------------------- | ------ |
| Camilla Kerslake | 2009 | 50                     | 4                   | Plata  |
| Momentos         | 2011 | 90                     | N/Un                | N/Un   |